# Mir Damad
Mir Damad (in persiano ميرداماد‎) noto anche come Mir Mohammad Baqer Esterabadi, o Asterabadi, (1561 circa – 1631 o 1632) è stato un filosofo iraniano sciita duodicimano nelle tradizioni neoplatoniche islamiche peripatetiche di Avicenna.

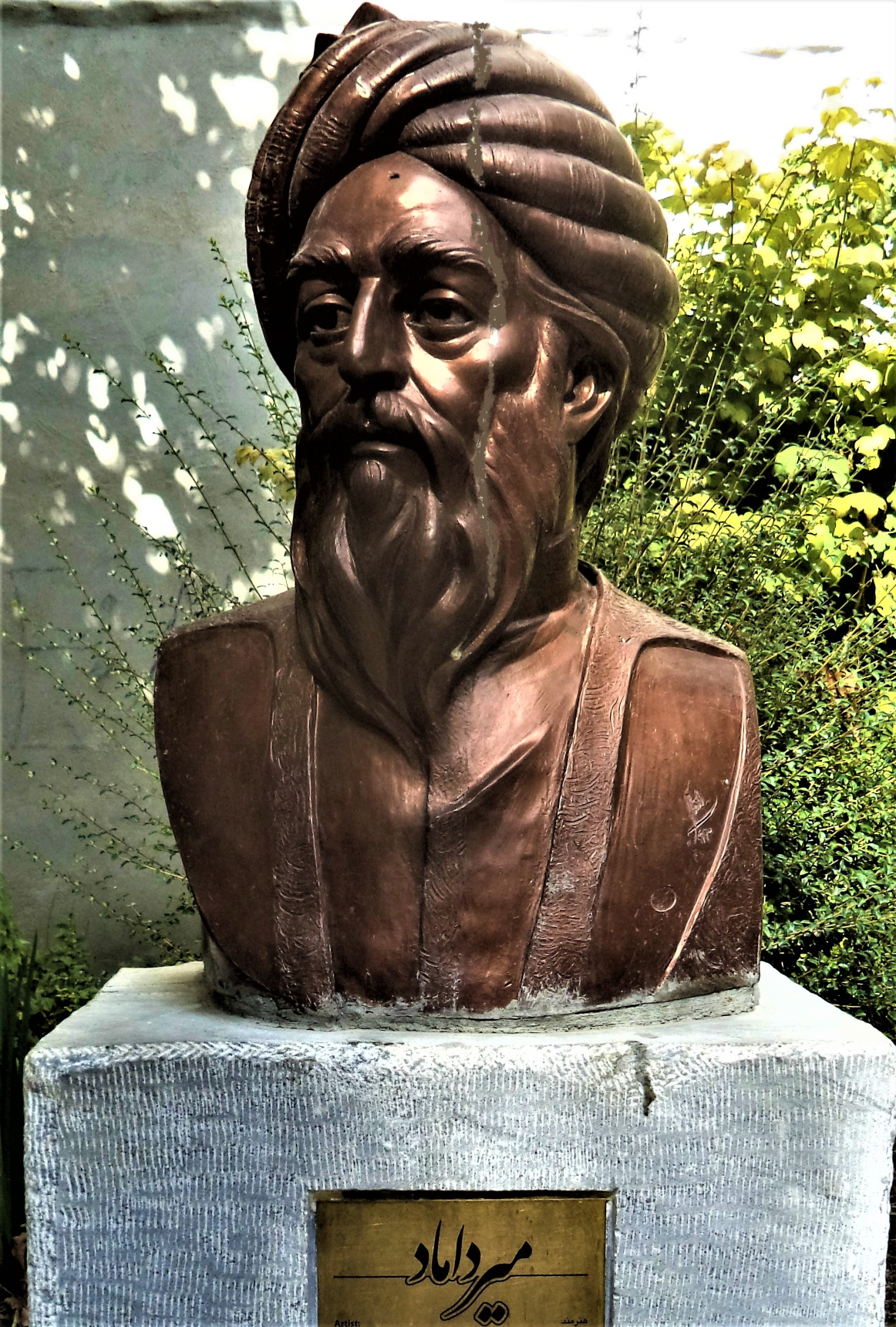
Busto di Mir Damad

Fu anche un suhrawardi, uno studioso delle scienze islamiche tradizionali, e figura di spicco (insieme al suo allievo Mulla Sadra) della rinascita culturale dell'Iran intrapresa sotto la dinastia safavide. Fu anche il fondatore della Scuola di Isfahan, notato dai suoi studenti e ammiratori come il "Terzo Insegnante" (mu'alim al-thalith) dopo Aristotele e al-Farabi.

## Filosofia
Il suo principale contributo alla filosofia islamica fu la sua nuova formulazione riguardo alle gradazioni del tempo e alle emanazioni delle categorie separate del tempo come ipostasi divine discendenti. Risolse la controversia sulla creazione o non creazione del mondo nel tempo proponendo la nozione di huduth-e-dahri (origine atemporale) come spiegazione basata sulle categorie di Avicenna e Suhrawardi, pur trascendendole. In breve, eccetto Dio, sostenne che tutte le cose, compresa la terra e tutti i corpi celesti, partecipano sia all'origine eterna che temporale. Influenzò la rinascita di al-falsafa al-yamani (Filosofia dello Yemen), una filosofia basata sulla rivelazione e sui detti dei profeti piuttosto che sul razionalismo dei greci, ed è ampiamente riconosciuto come il fondatore della Scuola di Isfahan, che abbracciò una prospettiva teosofica nota come hikmat-i ilahi (saggezza divina).
I numerosi trattati di Mir Damad sulla filosofia islamica includono Taqwim al-Iman (Calendari della fede, un tesoro sulla creazione e la conoscenza divina), il Kitab Qabasat al-Ilahiyah (Libro delle braci divine dell'accensione ardente), in cui espone il suo concetto di origine atemporale, Kitab al-Jadhawat e Sirat al-Mustaqim. Scrisse anche poesie con lo pseudonimo di Ishraq (Illuminazione). Scrisse anche un paio di libri di matematica, ma di importanza secondaria.
Tra i suoi molti altri allievi oltre a Mulla Sadra ci furono Seyyed Ahmad-ibn-Reyn-al-A'bedin Alavi, Mohammad ibn Alireza ibn Agajanii, Qutb-al-Din Mohammad Ashkevari e Mulla Shams Gilani.
La prosa filosofica di Mir Damad è spesso considerata uno degli stili più densi e ottusamente difficili da comprendere, impiegando deliberatamente e coniando terminologia e neologismi filosofici contorti che richiedono un disimballaggio sistematico e un commento dettagliato. Fu chiamato Mir Damad (Sposo del re) perché sposò la figlia di Shah Abbas e quindi la sua fama era basata su quell'evento.

## Architettura
Mir Damad fu anche l'architetto della Masjide Shah (Moschea dello Scià) a Isfahan, nella quale impiegò calcoli matematici altamente avanzati che richiedevano la conoscenza della velocità del suono. La geometria della cupola è tale che tutto il suono dissipato dalla base echeggia in centinaia di angoli interni della cupola attentamente calcolati e magistralmente eseguiti che alla fine si scontreranno al centro. L'analisi geometrica della cupola è di assoluta raffinatezza e il design è una magnifica opera d'arte che nel XVII secolo consentì una precisione tale per la quale tutte le onde sonore viaggiavano e si incontravano in un punto immaginario al culmine.

## Opere
Tra le sue 134 opere note:
- Taqwim al-Iman (Calendari della fede)
- Kitab Qabasat al-Ilahiyah (Libro delle braci divine dell'accensione ardente)
- Kitab al-Jadhawat (Libro delle attrazioni spirituali)
- Sirat al-Mustaqim (La retta via)